# المنطقة الوسطى (البحرين)
البحرين (رسميًا: مَمْلَكَةُ الْبَحْرَيْن)، هي دولة جزريَّة عربيَّة تعد ملكيَّة دستوريَّة، مؤلفة من أربع محافظات، عاصمتها وأكبر مدنها هي المنامة. تقع البحرين في الجنوب الغربي من قارَّة آسيا، وهي أصغر دول الشرق الأوسط بمساحة 786.8 كيلومتر مربع. يُحيط البحرين مياه الخليج العربي من كافة الجهات، غير أن لديها جسرًا صناعيًا في الجزء الغربي منها يربطها مع المملكة العربية السعودية، مع وجود مخطط لربطها بجسر آخر. يبلغ عدد سكان البحرين 1,577,059 نسمة، منهم 727,352 مواطن بحسب إحصائيَّة رسميَّة عام 2023.

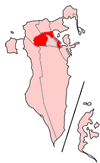
موقع بلدية المنطقة الوسطى

كانت بلدية المنطقة الوسطى في الجزء الشمالي من مملكة البحرين. تم توزيع أراضيها ما بين محافظتي الجنوبية والشمالية.